# Moringa

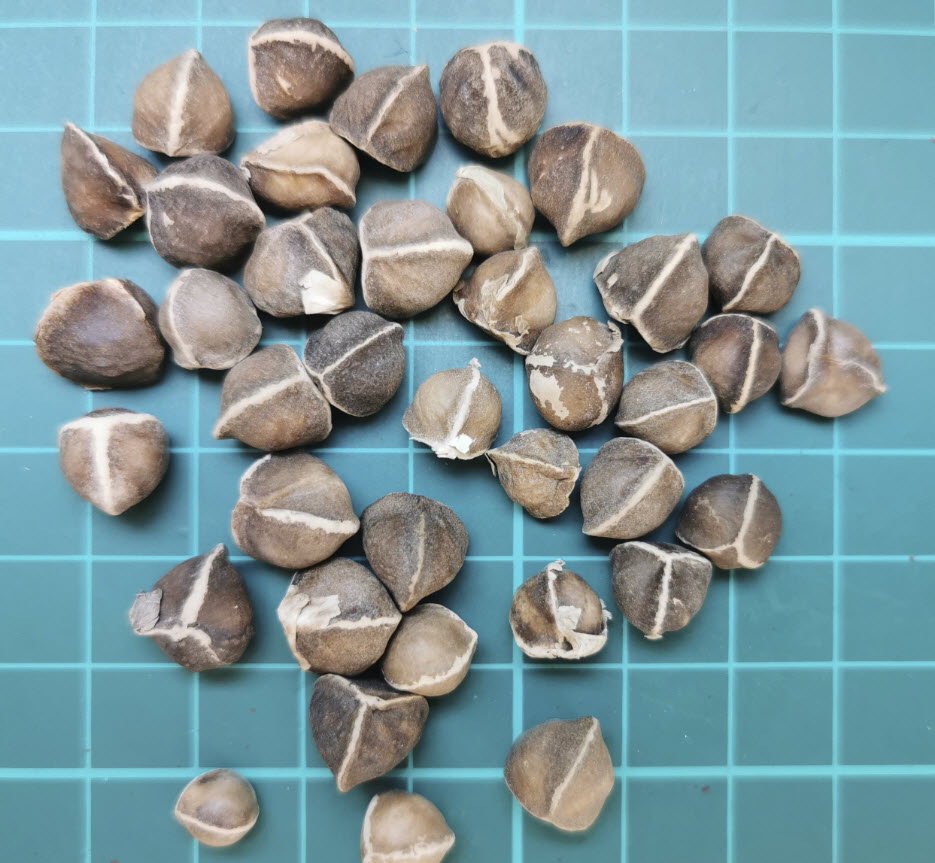
Samen

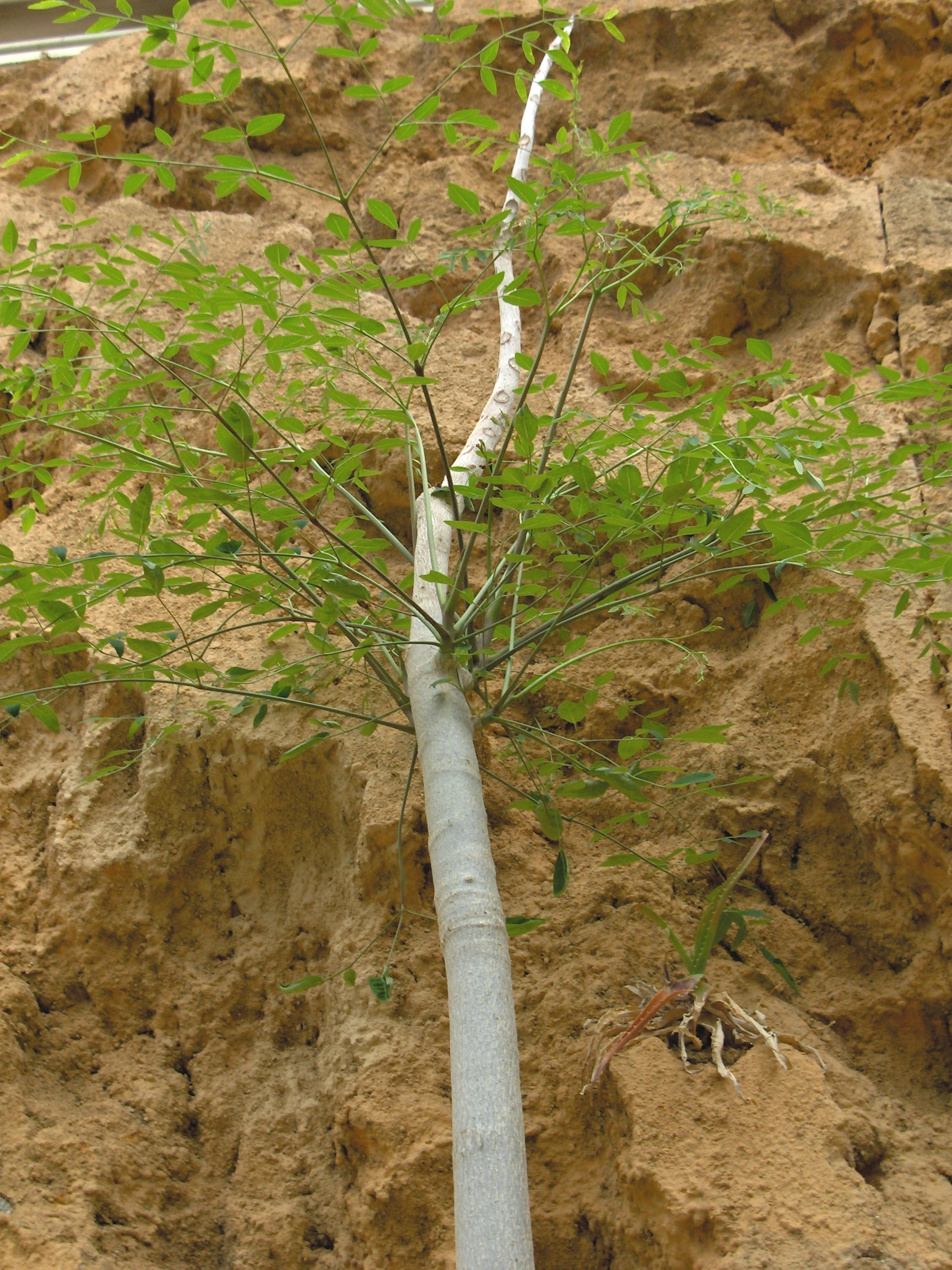
Moringa hildebrandtii

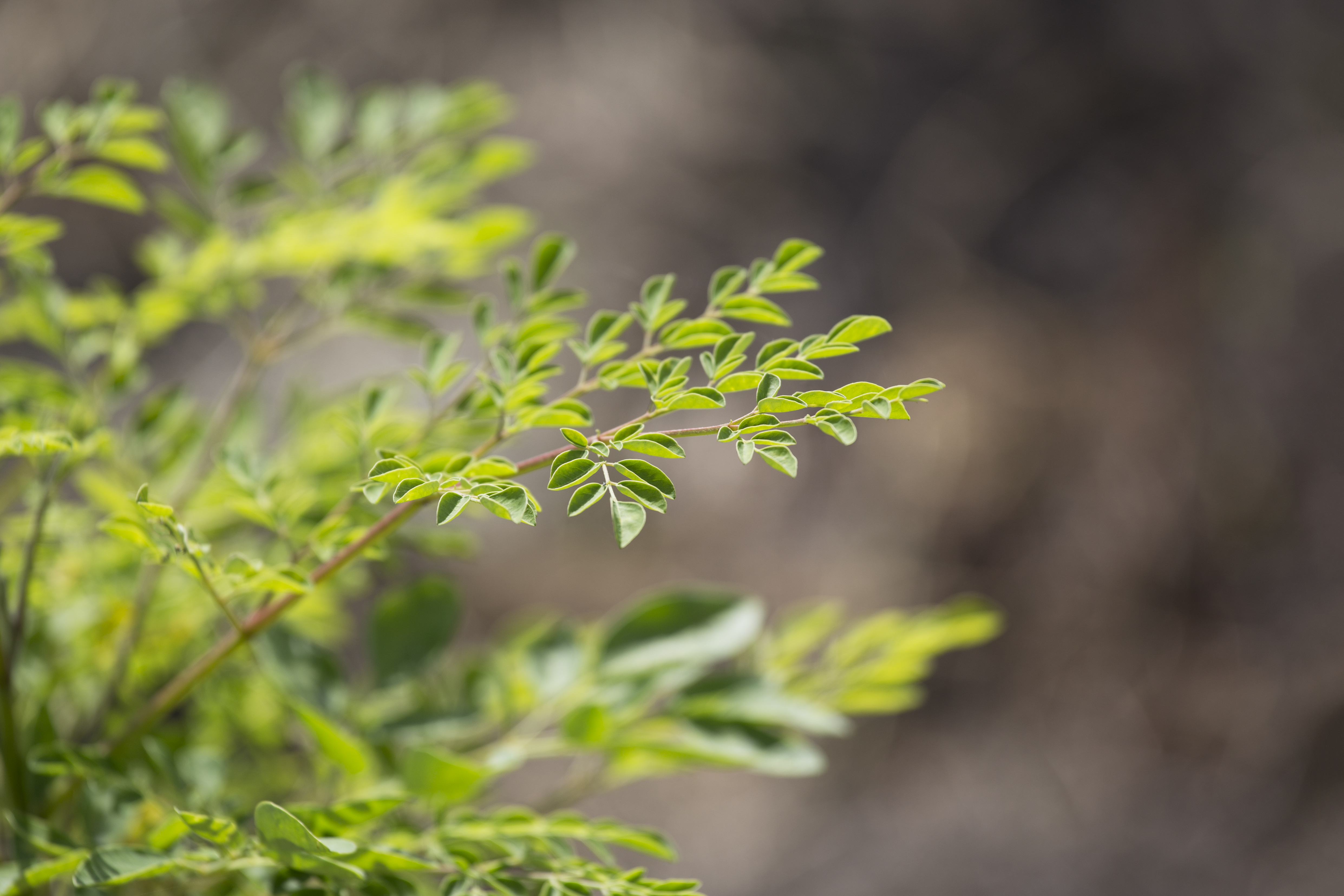
Sanleaf Moringa - Moringa oleifera

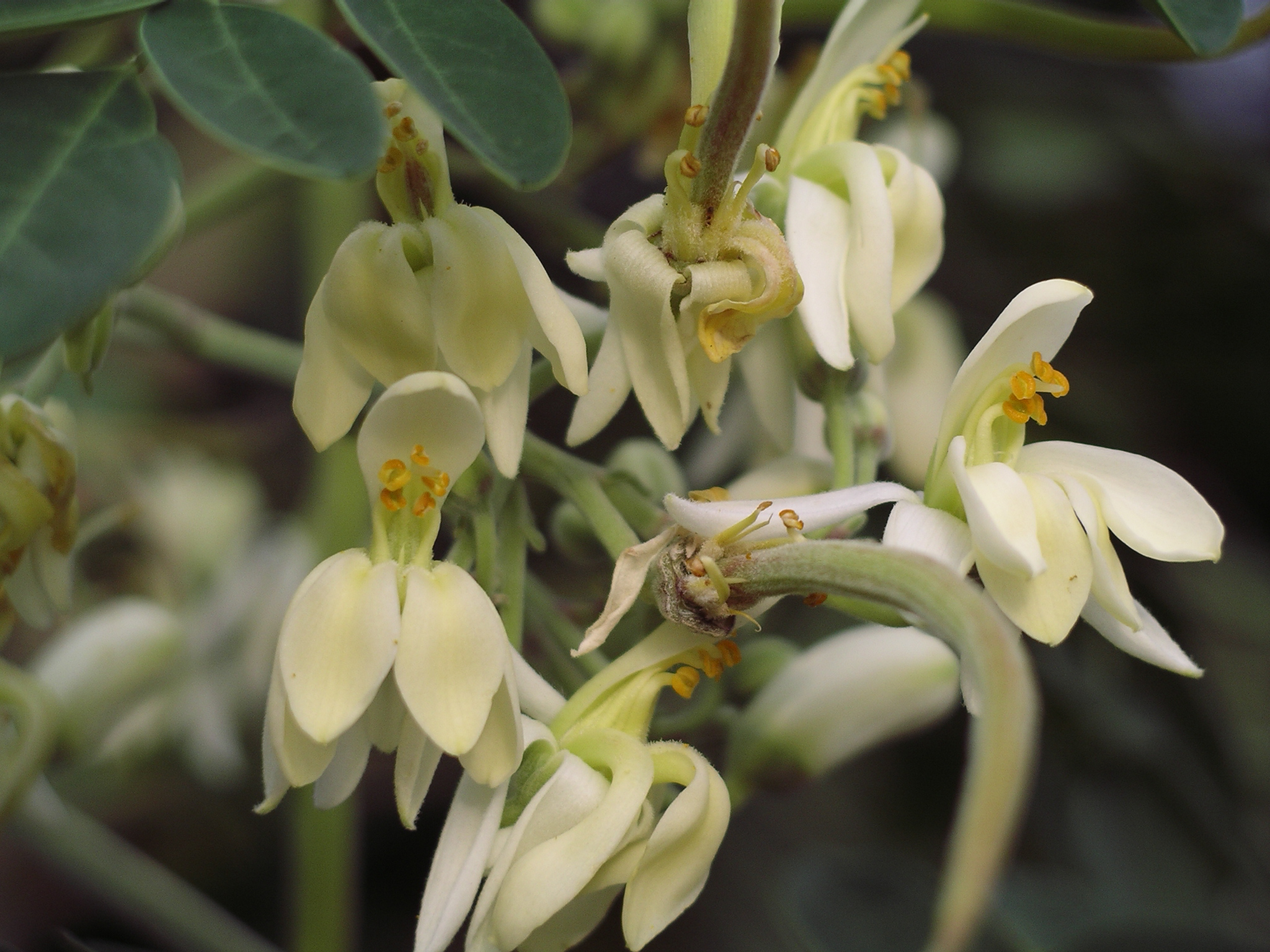
Zygomorphe Blüten der Moringa oleifera

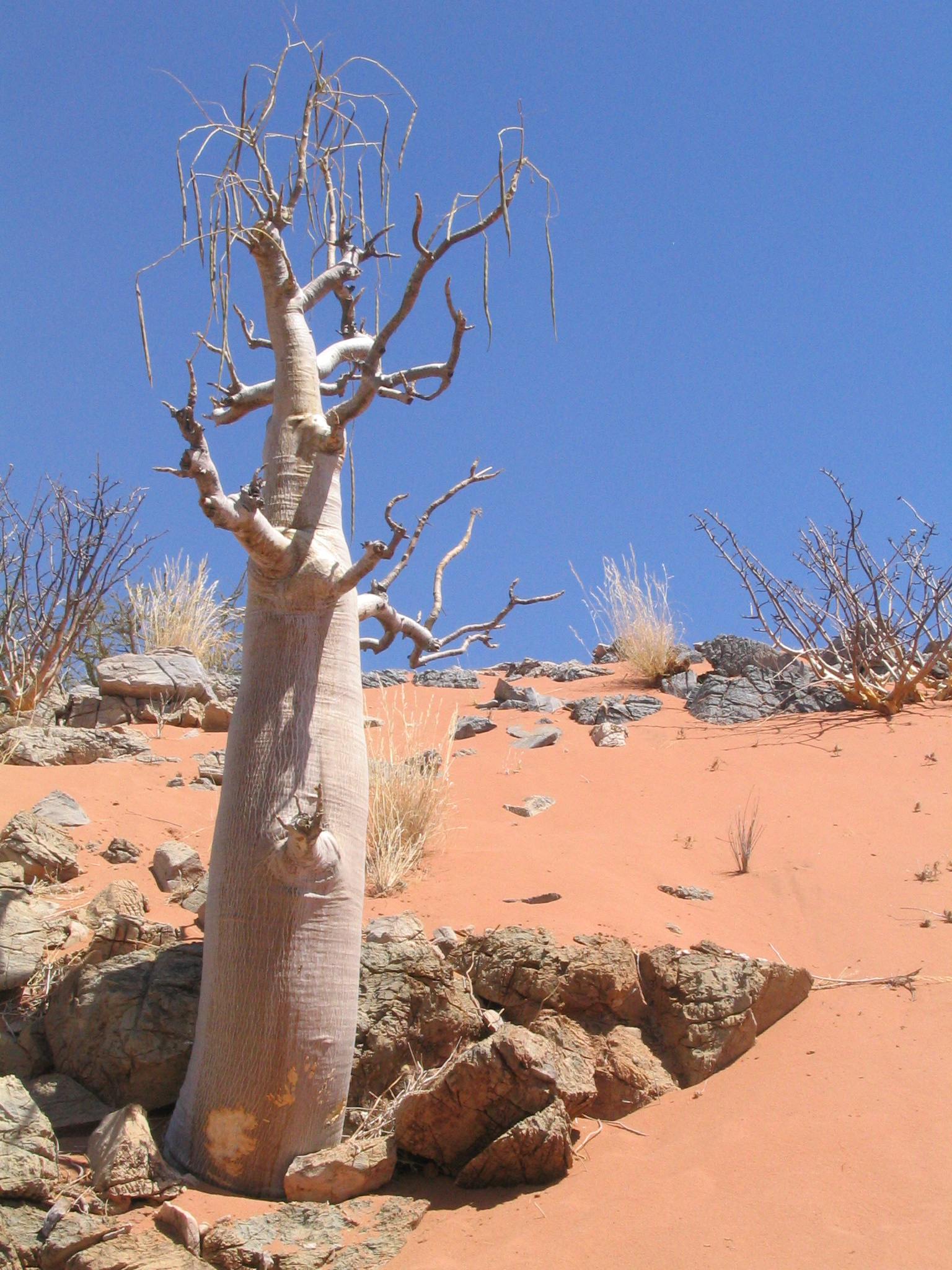
Moringa ovalifolia

Moringa ist die einzige Pflanzengattung der monogenerischen Familie der Bennussgewächse (Moringaceae). Der botanische Name der Gattung stammt von der in Südindien gebräuchlichen Bezeichnung für die Art Moringa oleifera (Malayalam: മുരിങ്ങ muriṅṅa, Tamil: முருங்கை muruṅkai) ab.

## Beschreibung
Die Arten dieser Gattung sind laubabwerfende kleine Sträucher oder Bäume mit sukkulenten, knolligen oder rübenförmigen Wurzeln oder „Flaschenbäume“ mit sukkulenten, angeschwollenen Stämmen. Sie enthalten insbesondere in ihren sukkulenten Teilen Senfölglykoside, die stark nach Meerrettich riechen. Die strauchförmigen Arten haben teils nur sehr wenige Zweige, die in Dürreperioden zurücktrocknen. In Feuchteperioden treiben sie mit schnellem Wuchs wieder aus den Speicherwurzeln aus. Die wechselständig angeordneten, gestielten Laubblätter sind zwei- oder dreifach gefiedert, mit ganzrandigen, meist kleinen Teilblättern. Nebenblätter fehlen oder bilden manchmal gestielte Drüsen an den Basen der Blattstiele und Teilblätter.
In achselständigen, rispigen oder zymösen Blütenständen stehen viele Blüten zusammen. Die zwittrigen, fünfzähligen Blüten sind sehr gering bis stark zygomorph. Der Blütenbecher ist tassen- oder röhrenförmig. Die fünf Kelchblätter sind teilweise ungleich. Von den fünf ungleichen weißen, gelben oder roten Kronblättern ist meist das außen stehende am größten. Zwischen den fünf freien, fertilen Staubblättern mit nur einer Theke stehen drei bis fünf Staminodien. Zwei bis vier Fruchtblätter sind zu einem mittelständigen bis halbunterständigen, gestielten und zylindrischen Fruchtknoten verwachsen, der einen schlanken, röhrenförmigen Griffel ohne Narbenstrahlen, mit manchmal auch hohlen Narben trägt. Es ist ein Diskus vorhanden.
Die verholzende, drei- bis zwölfkantige Kapselfrucht besteht aus drei Klappen, die bei Reife (explosiv) aufreißen. Die zahlreichen, meist (mit drei Flügeln) geflügelten Samen enthalten kein Nährgewebe (Endosperm).

## Systematik und Verbreitung
Die Pflanzenfamilie ist mit einer Gattung und 13 Arten sehr klein. Näher verwandt sind die Kreuzblütengewächse (Brassicaceae) und, wie sich erst durch DNA-Analysen ergab, die Kaperngewächse (Capparaceae).
Auf Grund der Blütenstruktur wird die Gattung in drei Sektionen geteilt:
- Sektion Moringa mit kurzem Blütenbecher und halbunterständigem Fruchtknoten,
- Sektion Donaldsonia (Baker f.) Verdc. - mit kurzem Blütenbecher und oberständigem Fruchtknoten und
- Sektion Dysmoringa Engl. - mit langröhrigem Blütenbecher und halbunterständigem Fruchtknoten.

Das natürliche Verbreitungsgebiet der Familie und Gattung erstreckt sich von Indien über die Arabische Halbinsel bis zum Schwerpunkt in Ostafrika und mit einer Lücke nach Madagaskar sowie ins südwestliche Afrika.

### Arten
- Moringa arborea Verdc.: ein noch wenig bekannter schlanker Baum im nordöstlichen Kenia.
- Moringa borziana Mattei: ein bis etwa 1 m hoher Strauch mit wenigen Zweigen und großer (bis 1,5 m Durchmesser), sukkulenter Rübenwurzel, verbreitet von Südost-Kenia bis Südost-Somalia.
- Moringa concanensis Nimmo: ein schlanker Baum mit bis zu 15 cm dicker Borke, verbreitet vom südöstlichen Pakistan über Indien bis nach Bangladesch.
- Moringa drouhardii Jum.: ein 5 bis 10 m hoher, sukkulenter Baum mit stark flaschenförmig verdicktem Stamm, heimisch im südlichen Madagaskar, in Gestalt sehr ähnlich der afrikanischen Adansonia digitata.
- Moringa hildebrandtii Engl.: ein bis 25 m hoher, sukkulenter Baum mit stark flaschenförmig verdicktem Stamm, heimisch im südwestlichen Madagaskar, in anderen Teilen Madagaskars meist in der Nähe von königlichen Gräbern angepflanzt.
- Moringa longituba Engl.: ein bis 50 cm hoher Strauch mit meist nur einem Zweig und sukkulenter Rübenwurzel, verbreitet von Südost-Kenia über Somalia bis ins südöstliche Äthiopien.
- Meerrettichbaum (Moringa oleifera Lam.): aus dem nordwestlichen Indien.
- Moringa ovalifolia Dinter & A.Berger: ein 2 bis 6 m hoher, sukkulenter Baum mit stark flaschenförmig verdicktem Stamm, heimisch in Namibia und im südwestlichen Angola.
- Moringa peregrina Fiori: ein schlanker Baum oder manchmal Strauch mit sukkulenter Rübenwurzel, in der Jugend auch mit sukkulenten Zweigen, verbreitet um das Rote Meer (Arabische Halbinsel bis nach Somalia). Die Samen wurden, wie die von Moringa oleifera, auch als Behennüsse (als Arzneidroge des Mittelalters auch Behem) bezeichnet.[3]
- Moringa pygmaea Verdc.: ein kleiner Strauch mit sukkulenter Rübenwurzel, nur durch zwei Exemplare aus dem nördlichen Somalia bekannt und bisher nicht wiederaufgefunden.
- Moringa rivae Chiov.: ein Strauch bis 3 m Höhe und sukkulenter Rübenwurzel, heimisch in Kenia und Äthiopien.
- Moringa ruspoliana Engl.: ein schlanker, bis 6 m hoher Baum mit sehr großen Teilblättern, sukkulenter Rübenwurzel und im Alter stark verdicktem Wurzelsystem, heimisch vom nördlichen Somalia über das südöstliche Äthiopien bis an die Grenze von Kenia.
- Moringa stenopetala (Baker f.) Cufod.: ein bis 10 m hoher, sukkulenter Baum mit flaschenförmig verdicktem Stamm, in Äthiopien und Kenia heimisch.

Bernard Verdcourt berichtet von einer weiteren sukkulenten, noch nicht beschriebenen Art, die wahrscheinlich mit Moringa longituba verwandt ist.

## Moringas als Nutz- und Zierpflanzen
Die Samen von Moringa oleifera liefern das Behenöl, das früher als Schmierstoff in Uhren verwendet wurde. Heute dient es als Salatöl oder zur Seifen- und Kosmetikherstellung. Die jungen, fleischigen Wurzeln dienen mitunter als Gemüse. Arten, die sich schnell als Stecklinge ziehen lassen, werden in Afrika als Grenzmarkierungen für Häuser oder Farmen angepflanzt. Die sukkulenten Arten sind seltene und begehrte Sammelobjekte von Liebhabern.
In den Blättern des Moringa-Baumes sind sämtliche lebenswichtigen Aminosäuren und Fettsäuren enthalten sowie eine große Bandbreite an Vitaminen und Mineralstoffen. Auf Teneriffa wird seit 2012 Moringa angebaut, und es werden Produkte der Pflanze angeboten.
Eine weitere Anwendung macht sich die Fähigkeit der Samen zunutze, Wasser zu desinfizieren bzw. zu reinigen. Mit 0,2 g gemahlenem Moringasamen kann 1 Liter verunreinigtes Wasser trinkbar gemacht werden. Die wasserreinigende Wirkung von Moringa beruht hauptsächlich auf der koagulierenden Wirkung einiger Inhaltsstoffe der Samen. Die Bakterien und Schwebstoffe vereinigen sich zu Agglomeraten, sodass diese zu Boden sinken oder abfiltriert werden können. Es existieren allerdings auch direkte bakterizide Eigenschaften der Inhaltsstoffe der Samen.
Eine Studie der London School of Hygiene and Tropical Medicine kam zu dem Schluss, dass eine Menge von 4 g getrocknetem Pulver oder einer entsprechenden wässrigen Zubereitung aus gemahlenen Moringablättern ähnlich effektiv beim Händewaschen ist (die Hände wurden vorher mit Escherichia coli kontaminiert) wie rund 3 g einer Standardseife nach EN 1499.